# Список видов семейства Hahniidae
Список всех описанных видов пауков семейства Hahniidae на 29 октября 2009 года. 

## Alistra
Alistra Thorell, 1894
- Alistra astrolomae (Hickman, 1948) — Тасмания
- Alistra berlandi (Marples, 1955) — Самоа
- Alistra centralis (Forster, 1970) — Новая Зеландия
- Alistra hamata Zhang, Li and Pham, 2013 - Вьетнам
- Alistra inanga (Forster, 1970) — Новая Зеландия
- Alistra longicauda Thorell, 1894 — Суматра
- Alistra mangareia (Forster, 1970) — Новая Зеландия
- Alistra mendanai Brignoli, 1986 — Соломоновы Острова, Реюньон
- Alistra myops (Simon, 1898) — Филиппины
- Alistra napua (Forster, 1970) — Новая Зеландия
- Alistra opina (Forster, 1970) — Новая Зеландия
- Alistra personata Ledoux, 2004 — Реюньон
- Alistra pusilla (Rainbow, 1920) — Лорд-Хау
- Alistra radleyi (Simon, 1898) — Шри-Ланка
- Alistra reinga (Forster, 1970) — Новая Зеландия
- Alistra stenura (Simon, 1898) — Шри-Ланка
- Alistra sulawesensis Bosmans, 1992 — Сулавеси
- Alistra taprobanica (Simon, 1898) — Шри-Ланка
- Alistra tuna (Forster, 1970) — Новая Зеландия

## Amaloxenops
Amaloxenops Schiapelli & Gerschman, 1958
- Amaloxenops palmarum (Schiapelli & Gerschman, 1958) — Аргентина
- Amaloxenops vianai Schiapelli & Gerschman, 1958 — Аргентина

## Antistea
Antistea Simon, 1898
- Antistea brunnea (Emerton, 1909) — США, Канада
- Antistea elegans (Blackwall, 1841) — Палеарктика
  - Antistea elegans propinqua (Simon, 1875) — Франция

## Asiohahnia
Asiohahnia Ovtchinnikov, 1992
- Asiohahnia alatavica Ovtchinnikov, 1992 — Казахстан, Киргизия
- Asiohahnia dzhungarica Ovtchinnikov, 1992 — Казахстан
- Asiohahnia ketmenica Ovtchinnikov, 1992 — Казахстан
- Asiohahnia longipes Ovtchinnikov, 1992 — Киргизия
- Asiohahnia spinulata Ovtchinnikov, 1992 — Киргизия

## Austrohahnia
Austrohahnia Mello-Leitao, 1942
- Austrohahnia praestans Mello-Leitao, 1942 — Аргентина

## Calymmaria
Calymmaria Chamberlin & Ivie, 1937
- Calymmaria alleni Heiss & Draney, 2004 — США
- Calymmaria aspenola Chamberlin & Ivie, 1942 — США
- Calymmaria bifurcata Heiss & Draney, 2004 — США
- Calymmaria californica (Banks, 1896) — США
- Calymmaria carmel Heiss & Draney, 2004 — США
- Calymmaria emertoni (Simon, 1897) — США, Канада
- Calymmaria farallon Heiss & Draney, 2004 — США
- Calymmaria gertschi Heiss & Draney, 2004 — США
- Calymmaria humboldi Heiss & Draney, 2004 — США
- Calymmaria iviei Heiss & Draney, 2004 — США
- Calymmaria lora Chamberlin & Ivie, 1942 — США
- Calymmaria minuta Heiss & Draney, 2004 — США
- Calymmaria monicae Chamberlin & Ivie, 1937 — США
- Calymmaria monterey Heiss & Draney, 2004 — США
- Calymmaria nana (Simon, 1897) — США, Канада
- Calymmaria orick Heiss & Draney, 2004 — США
- Calymmaria persica (Hentz, 1847) — США
- Calymmaria rosario Heiss & Draney, 2004 — Мексика
- Calymmaria rothi Heiss & Draney, 2004 — США
- Calymmaria scotia Heiss & Draney, 2004 — США
- Calymmaria sequoia Heiss & Draney, 2004 — США
- Calymmaria shastae Chamberlin & Ivie, 1937 — США
- Calymmaria sierra Heiss & Draney, 2004 — США
- Calymmaria similaria Heiss & Draney, 2004 — США
- Calymmaria siskiyou Heiss & Draney, 2004 — США
- Calymmaria sueni Heiss & Draney, 2004 — США
- Calymmaria suprema Chamberlin & Ivie, 1937 — США, Канада
- Calymmaria tecate Heiss & Draney, 2004 — Мексика
- Calymmaria tubera Heiss & Draney, 2004 — США
- Calymmaria virginica Heiss & Draney, 2004 — США
- Calymmaria yolandae Heiss & Draney, 2004 — США

## Cryphoeca
Cryphoeca Thorell, 1870
- Cryphoeca angularis Saito, 1934 — Япония
- Cryphoeca brignolii Thaler, 1980 — Швейцария, Италия
- Cryphoeca carpathica Herman, 1879 — Восточная Европа
- Cryphoeca exlineae Roth, 1988 — США
- Cryphoeca lichenum L. Koch, 1876 — Германия, Австрия
  - Cryphoeca lichenum nigerrima Thaler, 1978 — Германия, Австрия
- Cryphoeca montana Emerton, 1909 — США, Канада
- Cryphoeca nivalis Schenkel, 1919 — Швейцария, Австрия, Италия
- Cryphoeca pirini (Drensky, 1921) — Болгария, Турция
- Cryphoeca shingoi Ono, 2007 — Япония
- Cryphoeca shinkaii Ono, 2007 — Япония
- Cryphoeca silvicola (C. L. Koch, 1834) — Палеарктика
- Cryphoeca thaleri Wunderlich, 1995 — Турция

## Cryphoecina
Cryphoecina Deltshev, 1997
- Cryphoecina deelemanae Deltshev, 1997 — Черногория

## Cybaeolus
Cybaeolus Simon, 1884
- Cybaeolus delfini (Simon, 1904) — Чили
- Cybaeolus pusillus Simon, 1884 — Чили, Аргентина
- Cybaeolus rastellus (Roth, 1967) — Чили

## Dirksia
Dirksia Chamberlin & Ivie, 1942
- Dirksia cinctipes (Banks, 1896) — США, Аляска
- Dirksia pyrenaea (Simon, 1898) — Франция

## Ethobuella
Ethobuella Chamberlin & Ivie, 1937
- Ethobuella hespera Chamberlin & Ivie, 1937 — США
- Ethobuella tuonops Chamberlin & Ivie, 1937 — США, Канада

## Hahnia
Hahnia C. L. Koch, 1841
- Hahnia abrahami (Hewitt, 1915) — Южная Африка
- Hahnia alini Tikader, 1964 — Непал
- Hahnia arizonica Chamberlin & Ivie, 1942 — США, Аляска
- Hahnia banksi Fage, 1938 — Коста-Рика, Панама
- Hahnia barbara Denis, 1937 — Алжир
- Hahnia barbata Bosmans, 1992 — Сулавеси
- Hahnia benoiti Bosmans & Thijs, 1980 — Кения
- Hahnia breviducta Bosmans & Thijs, 1980 — Кения
- Hahnia caeca (Georgescu & Sarbu, 1992) — Румыния
- Hahnia caelebs Brignoli, 1978 — Бутан
- Hahnia cameroonensis Bosmans, 1987 — Камерун
- Hahnia candida Simon, 1875 — Европа, Северная Африка, Израиль
- Hahnia carmelita Levy, 2007 — Израиль
- Hahnia cervicornata Wang & Zhang, 1986 — Китай
- Hahnia chaoyangensis Zhu & Zhu, 1983 — Китай
- Hahnia cinerea Emerton, 1890 — Северная Америка
- Hahnia clathrata Simon, 1898 — Южная Африка
- Hahnia corticicola Bosenberg & Strand, 1906 — Россия, Китай, Корея, Тайвань, Япония
- Hahnia crozetensis Hickman, 1939 — Острова Крозе
- Hahnia dewittei Bosmans, 1986 — Конго
- Hahnia difficilis Harm, 1966 — Центральная Европа
- Hahnia eburneensis Jocque & Bosmans, 1982 — Западная Африка
- Hahnia eidmanni (Roewer, 1942) — Биоко
- Hahnia falcata Wang, 1989 — Китай
- Hahnia flagellifera Zhu, Chen & Sha, 1989 — Китай
- Hahnia flaviceps Emerton, 1913 — США
- Hahnia gigantea Bosmans, 1986 — Центральная Африка
- Hahnia glacialis Sorensen, 1898 — Голарктика
- Hahnia harmae Brignoli, 1977 — Тунис
- Hahnia hauseri Brignoli, 1978 — Балеарские острова
- Hahnia helveola Simon, 1875 — Европа
- Hahnia heterophthalma Simon, 1905 — Аргентина
- Hahnia himalayaensis Hu & Zhang, 1990 — Китай
- Hahnia inflata Benoit, 1978 — Кения
- Hahnia innupta Brignoli, 1978 — Бутан
- Hahnia insulana Schenkel, 1938 — Мадейра
- Hahnia isophthalma Mello-Leitao, 1941 — Аргентина
- Hahnia jocquei Bosmans, 1982 — Малави
- Hahnia laodiana Song, 1990 — Китай
- Hahnia laticeps Simon, 1898 — Южная Африка
- Hahnia lehtineni Brignoli, 1978 — Бутан
- Hahnia leopoldi Bosmans, 1982 — Камерун
- Hahnia liangdangensis Tang, Yang & Kim, 1996 — Китай
- Hahnia linderi Wunderlich, 1992 — Канарские Острова
- Hahnia lobata Bosmans, 1981 — Южная Африка
- Hahnia maginii Brignoli, 1977 — Палеарктика
- Hahnia major Benoit, 1978 — Кения
- Hahnia manengoubensis Bosmans, 1987 — Камерун
- Hahnia martialis Bosenberg & Strand, 1906 — Япония
- Hahnia mauensis Bosmans, 1986 — Кения
- Hahnia melloleitaoi Schiapelli & Gerschman, 1942 — Аргентина
- Hahnia michaelseni Simon, 1902 — Чили, Аргентина, Фолклендские острова
- Hahnia microphthalma Snazell & Duffey, 1980 — Англия, Германия, Венгрия
- Hahnia molossidis Brignoli, 1979 — Греция
- Hahnia montana (Blackwall, 1841) — Европа, Россия
- Hahnia mridulae Tikader, 1970 — Индия
- Hahnia musica Brignoli, 1978 — Бутан
- Hahnia naguaboi (Lehtinen, 1967) — Пуэрто-Рико
- Hahnia nava (Blackwall, 1841) — Палеарктика
- Hahnia nigricans Benoit, 1978 — Кения
- Hahnia nobilis Opell & Beatty, 1976 — Мексика
- Hahnia obliquitibialis Bosmans, 1982 — Малави
- Hahnia okefinokensis Chamberlin & Ivie, 1934 — США
- Hahnia ononidum Simon, 1875 — США, Канада, Европа, Россия
- Hahnia oreophila Simon, 1898 — Шри-Ланка
- Hahnia ovata Song & Zheng, 1982 — Китай
- Hahnia petrobia Simon, 1875 — Европа
- Hahnia picta Kulczynski, 1897 — Европа
- Hahnia pinicola Arita, 1978 — Япония
- Hahnia pusilla C. L. Koch, 1841 — Европа, Россия
- Hahnia pusio Simon, 1898 — Шри-Ланка
- Hahnia pyriformis Yin & Wang, 1984 — Китай
- Hahnia rimiformis Zhang, Li & Pham, 2013 - Вьетнам
- Hahnia rossii Brignoli, 1977 — Италия
- Hahnia sanjuanensis Exline, 1938 — США, Мексика
- Hahnia schubotzi Strand, 1913 — Центральная, Восточная Африка
- Hahnia sibirica Marusik, Hippa & Koponen, 1996 — Россия, Китай
- Hahnia simoni Mello-Leitao, 1919 — Бразилия
- Hahnia sirimoni Benoit, 1978 — Кения
- Hahnia spasskyi Denis, 1958 — Афганистан
- Hahnia spinata Benoit, 1978 — Кения
- Hahnia tabulicola Simon, 1898 — Африка
- Hahnia tatei (Gertsch, 1934) — Венесуэла
- Hahnia thorntoni Brignoli, 1982 — Гонконг
- Hahnia tikaderi Brignoli, 1978 — Бутан
- Hahnia tortuosa Song & Kim, 1991 — Китай
- Hahnia tuybaana Barrion & Litsinger, 1995 — Филиппины
- Hahnia ulyxis Brignoli, 1974 — Греция
- Hahnia upembaensis Bosmans, 1986 — Конго
- Hahnia vangoethemi Benoit, 1978 — Кения
- Hahnia vanwaerebeki Bosmans, 1987 — Камерун
- Hahnia veracruzana Gertsch & Davis, 1940 — Мексика
- Hahnia xinjiangensis Wang & Liang, 1989 — Китай
- Hahnia yueluensis Yin & Wang, 1983 — Китай
- Hahnia zhejiangensis Song & Zheng, 1982 — Китай, Тайвань
- Hahnia zodarioides (Simon, 1898) — Южная Африка

## Harmiella
Harmiella Brignoli, 1979
- Harmiella schiapelliae Brignoli, 1979 — Бразилия

## Iberina
Iberina Simon, 1881
- Iberina ljovuschkini Pichka, 1965 — Россия
- Iberina mazarredoi Simon, 1881 — Франция

## Intihuatana
Intihuatana Lehtinen, 1967
- Intihuatana antarctica (Simon, 1902) — Аргентина

## Kapanga
Kapanga Forster, 1970
- Kapanga alta Forster, 1970 — Новая Зеландия
- Kapanga festiva Forster, 1970 — Новая Зеландия
- Kapanga grana Forster, 1970 — Новая Зеландия
- Kapanga hickmani (Forster, 1964) — Окленд
- Kapanga isulata (Forster, 1970) — Новая Зеландия
- Kapanga luana Forster, 1970 — Новая Зеландия
- Kapanga mana Forster, 1970 — Новая Зеландия
- Kapanga manga Forster, 1970 — Новая Зеландия
- Kapanga solitaria (Bryant, 1935) — Новая Зеландия
- Kapanga wiltoni Forster, 1970 — Новая Зеландия

## Lizarba
Lizarba Roth, 1967
- Lizarba separata Roth, 1967 — Бразилия

## Neoantistea
Neoantistea Gertsch, 1934
- Neoantistea agilis (Keyserling, 1887) — США, Канада
- Neoantistea alachua Gertsch, 1946 — США
- Neoantistea caporiaccoi Brignoli, 1976 — Кашмир
- Neoantistea coconino Chamberlin & Ivie, 1942 — США
- Neoantistea crandalli Gertsch, 1946 — США
- Neoantistea gosiuta Gertsch, 1934 — США
- Neoantistea hidalgoensis Opell & Beatty, 1976 — Мексика
- Neoantistea inaffecta Opell & Beatty, 1976 — Мексика
- Neoantistea jacalana Gertsch, 1946 — Мексика
- Neoantistea janetscheki Brignoli, 1976 — Непал
- Neoantistea kaisaisa Barrion & Litsinger, 1995 — Филиппины
- Neoantistea lyrica Opell & Beatty, 1976 — от Мексики до Коста-Рики
- Neoantistea magna (Keyserling, 1887) — США, Канада, Аляска
- Neoantistea maxima (Caporiacco, 1935) — Кашмир
- Neoantistea mulaiki Gertsch, 1946 — США, Мексика
- Neoantistea oklahomensis Opell & Beatty, 1976 — США
- Neoantistea procteri Gertsch, 1946 — США
- Neoantistea pueblensis Opell & Beatty, 1976 — Мексика
- Neoantistea quelpartensis Paik, 1958 — Россия, Китай, Корея, Япония
- Neoantistea riparia (Keyserling, 1887) — США
- Neoantistea santana Chamberlin & Ivie, 1942 — США
- Neoantistea spica Opell & Beatty, 1976 — Мексика
- Neoantistea unifistula Opell & Beatty, 1976 — Мексика

## Neoaviola
Neoaviola Butler, 1929
- Neoaviola insolens Butler, 1929 — Виктория

## Neocryphoeca
Neocryphoeca Roth, 1970
- Neocryphoeca beattyi Roth, 1970 — США
- Neocryphoeca gertschi Roth, 1970 — США

## Neohahnia
Neohahnia Mello-Leitao, 1917
- Neohahnia chibcha Heimer & Muller, 1988 — Колумбия
- Neohahnia ernsti (Simon, 1897) — Сент-Винсент, Венесуэла
- Neohahnia palmicola Mello-Leitao, 1917 — Бразилия
- Neohahnia sylviae Mello-Leitao, 1917 — Бразилия

## Pacifantistea
Pacifantistea Marusik, 2011
- Pacifantistea ovtchinnikovi Marusik, 2011 Курильские Острова

## Porioides
Porioides Forster, 1989
- Porioides rima (Forster, 1970) — Новая Зеландия
- Porioides tasmani (Forster, 1970) — Новая Зеландия

## Rinawa
Rinawa Forster, 1970
- Rinawa bola Forster, 1970 — Новая Зеландия
- Rinawa cantuaria Forster, 1970 — Новая Зеландия
- Rinawa otagoensis Forster, 1970 — Новая Зеландия
- Rinawa pula Forster, 1970 — Новая Зеландия

## Scotospilus
Scotospilus Simon, 1886
- Scotospilus ampullarius (Hickman, 1948) — Тасмания
- Scotospilus bicolor Simon, 1886 — Тасмания
- Scotospilus divisus (Forster, 1970) — Новая Зеландия
- Scotospilus longus Zhang, Li & Pham, 2013 - Вьетнам
- Scotospilus maindroni (Simon, 1906) — Индия
- Scotospilus nelsonensis (Forster, 1970) — Новая Зеландия
- Scotospilus plenus (Forster, 1970) — Новая Зеландия
- Scotospilus wellingtoni (Hickman, 1948) — Тасмания
- Scotospilus westlandicus (Forster, 1970) — Новая Зеландия

## Tuberta
Tuberta Simon, 1884
- Tuberta maerens (O. P.-Cambridge, 1863) — Европа до Азербайджана
- Tuberta mirabilis (Thorell, 1871) — Италия

## Willisus
Willisus Roth, 1981
- Willisus gertschi Roth, 1981 — США